# Art Williams
Pour les articles homonymes, voir Arthur Williams et Williams.
Arthur T. Williams, dit Art Williams, né le 29 septembre 1939 à Bonham au Texas et mort le 27 septembre 2018 à San Diego en Californie, est un joueur américain de basket-ball. Il évolue durant sa carrière au poste de meneur.

## Palmarès
- Champion NBA en 1974 avec les Celtics de Boston